# Nestor Cerpa Cartolini
Nestor Cerpa Cartolini (ur. 14 sierpnia 1953 roku, zm. 22 kwietnia 1997 roku) – peruwiański rewolucjonista, dowódca Ruchu Rewolucyjnego im. Tupaca Amaru (MRTA).

## Życiorys
Po schwytaniu Víctora Polaya przez siły bezpieczeństwa w 1992 roku, objął dowództwo w Ruchu Rewolucyjnym im. Tupaca Amaru (MRTA). Stanął na czele komanda, które w grudniu 1996 roku zaatakowało i zajęło ambasadę Japonii w Limie. Komandosi peruwiańscy w nocy z 23 na 24 kwietnia 1997 roku dokonali uderzenia na ambasadę. W akcji odbicia zakładników zginął wraz z pozostałymi bojownikami. Po jego śmierci MRTA uległ marginalizacji.